# Petroscirtes
Petroscirtes es un género de peces de la familia de los blénidos en el orden de los Perciformes.

## Especies
Existen las siguientes especies en este género:
- Petroscirtes ancylodon (Rüppell, 1835)
- Petroscirtes breviceps (Valenciennes, 1836)
- Petroscirtes fallax (Smith-Vaniz, 1976)
- Petroscirtes lupus (De Vis, 1885)
- Petroscirtes marginatus (Smith-Vaniz, 1976)
- Petroscirtes mitratus (Rüppell, 1830)
- Petroscirtes pylei (Smith-Vaniz, 2005)
- Petroscirtes springeri (Smith-Vaniz, 1976)
- Petroscirtes thepassii (Bleeker, 1853)
- Petroscirtes variabilis (Cantor, 1849)
- Petroscirtes xestus (Jordan & Seale, 1906)